# Säsong 14 av Farmen
Den fjortonde säsongen av Farmen spelades liksom den föregående in på gården Norra Brandstorp i Vaggeryds kommun i Småland. Avsnitten visades mellan den 10 januari och den 21 mars 2021. En av årets nyheter var att Anna Brolin tagit över rollen som programledare, bredvid henne fanns mentorn och hästbonden Hans Wincent som medverkade för fjärde året i rad. En annan nyhet var en regeländring som innebar att amuletterna, som nu fanns med för femte året i rad, endast kunde erhållas genom vinst av en tvekamp i tinget eller vinst av en gårdskamp. Att bli vald till storbonde gav nu alltså inte längre någon amulett, vilket det gjorde tidigare. En bonus för den här säsongen var att både hönshuset och danspaviljongen, som byggdes i den föregående, fått stå kvar och kunde återanvändas igen.
Torpet som nu var inne på den femte säsongen i rad spelades för tredje gången i rad in på "Lillängen". De farmare som hamnade där hade sedan möjlighet att åter slå sig tillbaka in på farmen igen. Avsnitten visades måndag till onsdag på TV4 Play, mellan den 18 januari och den 3 mars, samt som ett enda avsnitt i TV4 på torsdagar mellan den 28 januari och den 4 mars 2021.
Vinnaren blev Daniel Tholén som kammade hem vinstsumman på 500 000 kr.

## Deltagare
| Deltagare               | Ålder | Bostad        | Sysselsättning         | Resultat                              |
| ----------------------- | ----- | ------------- | ---------------------- | ------------------------------------- |
| Dag Tolstoy             | 27    | Stockholm     | Yogainstruktör         | Förlorade tredje tvekampen.           |
| Jennifer Schill         | 30    | Linköping     | Kriminalvårdare        | Flyttade till torpet i avsnitt 14.    |
| Selmir Hocanin          | 31    | Stockholm     | Inköpsadministratör    | Förlorade femte tvekampen.            |
| Lili Pham               | 33    | Göteborg      | Nagelteknolog          | Förlorade sjätte tvekampen.           |
| Pernilla Angeria        | 57    | Uppsala       | Avdelningsföreståndare | Flyttade till torpet i avsnitt 24.    |
| Marie Enqvist           | 39    | Stockholm     | Konsultchef            | Förlorade sjunde tvekampen.           |
| Henrik Lindström        | 43    | Vedum         | Snickare               | Flyttade till torpet i avsnitt 30.    |
| Robin Kacaniklic        | 31    | Stockholm     | Säljare                | Förlorade åttonde tvekampen.          |
| Richard Andersson       | 50    | Stockholm     | Butikschef             | Förlorade nionde tvekampen.           |
| Helena Hedqvist         | 27    | Stallarholmen | Sjuksköterskestudent   | Flyttade till torpet i avsnitt 34.    |
| Phillip-Lloyd Rochester | 37    | Stockholm     | Bagare                 | Förlorade tionde tvekampen.           |
| Karin Ström             | 32    | Stockholm     | Flygvärdinna           | Förlorade elfte tvekampen.            |
| Allan Ericksson         | 35    | Stockholm     | Snickare               | Förlorade tolfte tvekampen.           |
| Philip Abinsson         | 25    | Kristinehamn  | Barpianist             | Femte plats, förlorade kvartsfinalen. |
| Malin Nyman             | 26    | Hofors        | Målare                 | Fjärde plats, förlorade semifinalen.  |
| Erik Steffen            | 29    | Gällö         | Säljare                | Tredje plats, förlorade semifinalen.  |
| Linnéa Klaar            | 27    | Eslöv         | Student                | Andra plats, förlorade finalen.       |
| Daniel Tholén           | 42    | Uppsala       | Fordonsadelmakare      | Årets farmare                         |

## Torpet
I slutet på avsnitt 5 av Farmen tillkännagavs att torpet fanns med i tävlingen.
Avsnitten visades på TV4 Play, måndag till onsdag, mellan den 18 januari och den 3 mars, samt som ett enda avsnitt i TV4 på torsdagar mellan den 28 januari och den 4 mars 2021.
| Deltagare         | Ålder | Bostad        | Sysselsättning         | Inflytt    | Resultat                                    |
| ----------------- | ----- | ------------- | ---------------------- | ---------- | ------------------------------------------- |
| Syliane Duval     | 25    | Växjö         | Beteendevetare         | Avsnitt 1  | Lämnade torpet i avsnitt 2.                 |
| Lili Pham         | 32    | Göteborg      | Nagelteknolog          | Avsnitt 4  | Flyttade tillbaka till farmen i avsnitt 14. |
| Robin Kacaniklic  | 31    | Stockholm     | Säljare                | Avsnitt 1  | Flyttade tillbaka till farmen i avsnitt 19. |
| Philip Albinsson  | 25    | Kristinehamn  | Barpianist             | Avsnitt 1  | Flyttade tillbaka till farmen i avsnitt 24. |
| Richard Andersson | 50    | Stockholm     | Butikschef             | Avsnitt 9  | Flyttade tillbaka till farmen i avsnitt 24. |
| Karin Ström       | 32    | Stockholm     | Flygvärdinna           | Avsnitt 12 | Flyttade tillbaka till farmen i avsnitt 29. |
| Henrik Lindström  | 43    | Vedum         | Snickare               | Avsnitt 15 | Lämnade torpet i avsnitt 16.                |
| Helena Hedqvist   | 27    | Stallarholmen | Sjuksköterskestudent   | Avsnitt 18 | Förlorade första tävlingen.                 |
| Pernilla Angeria  | 57    | Uppsala       | Avdelningsföreståndare | Avsnitt 12 | Förlorade andra tävlingen.                  |
| Jennifer Schill   | 30    | Linköping     | Kriminalvårdare        | Avsnitt 6  | Förlorade sista tävlingen.                  |
| Erik Steffen      | 29    | Gällö         | Säljare                | Avsnitt 12 | Fick flytta tillbaka till farmen.           |

### Gårdskamper
| Torpare           | Utmanare                      | Gårdskamp       | Förlorare                       |
| ----------------- | ----------------------------- | --------------- | ------------------------------- |
| Helena Hedqvist   | Linnéa Klaar                  | Spiken          | Helena Hedqvist                 |
| Lili Pham         | Jennifer Schill               | Vedstapling     | Jennifer Schill                 |
| Robin Kacaniklic  | Richard Andersson             | Vikten          | Richard Andersson               |
| Jennifer Schill   | Daniel Tholén                 | Vikten          | Jennifer Schill                 |
| Helena Hedqvist   | Karin Ström                   | Vedstapling     | Karin Ström                     |
| Richard Andersson | Pernilla Angeria              | Hästskokastning | Pernilla Angeria                |
| Philip Albinsson  | Erik Steffen                  | Spiken          | Erik Steffen                    |
| Karin Ström       | Henrik Lindström              | Plankan         | Henrik Lindström                |
| Jennifer Schill   | Daniel Tholén Helena Hedqvist | Längden         | Jennifer Schill Helena Hedqvist |